# Winnezeele
Winnezeele est une commune française, située dans le département du Nord en région Hauts-de-France.

## Géographie

### Situation
La commune est située en Flandre française, dans l'Houtland, sur l'axe autoroutier A25 qui relie les villes de Dunkerque et Lille.

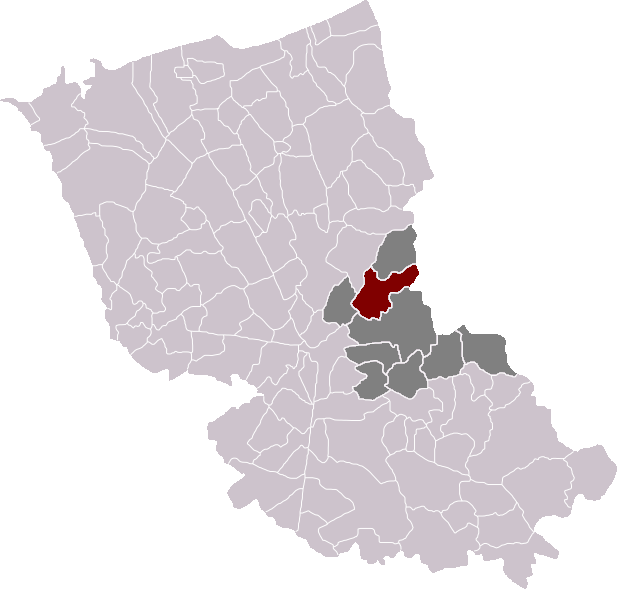
Winnezeele dans son canton et son arrondissement.

### Communes limitrophes
Winnezeele est limitrophe des communes suivantes :
|           | Herzeele    | Houtkerque                   |
| Oudezeele | Winnezeele  | Watou (Poperinge) (Belgique) |
|           | Steenvoorde |                              |

### Hydrographie

#### Réseau hydrographique
La commune est située dans le bassin Artois-Picardie. Elle est drainée par l'Ey Becque, la Haende Becque, la Becque St Acaire, la Becque de watou, la hazewinde Becque, le Lotissement du Manoir, le Pont des Planches, le Tilleul et l'Holle Becque,,.
L'Ey Becque, d'une longueur de 19 km, prend sa source dans la commune de Saint-Sylvestre-Cappel et se jette  dans l'Yser en limite d'Houtkerque et de la frontière belge, après avoir traversé cinq communes. 
La Haende Becque, d'une longueur de 12 km, prend sa source dans la commune de Steenvoorde et se jette  dans l'Yser à Bambecque, après avoir traversé cinq communes. 

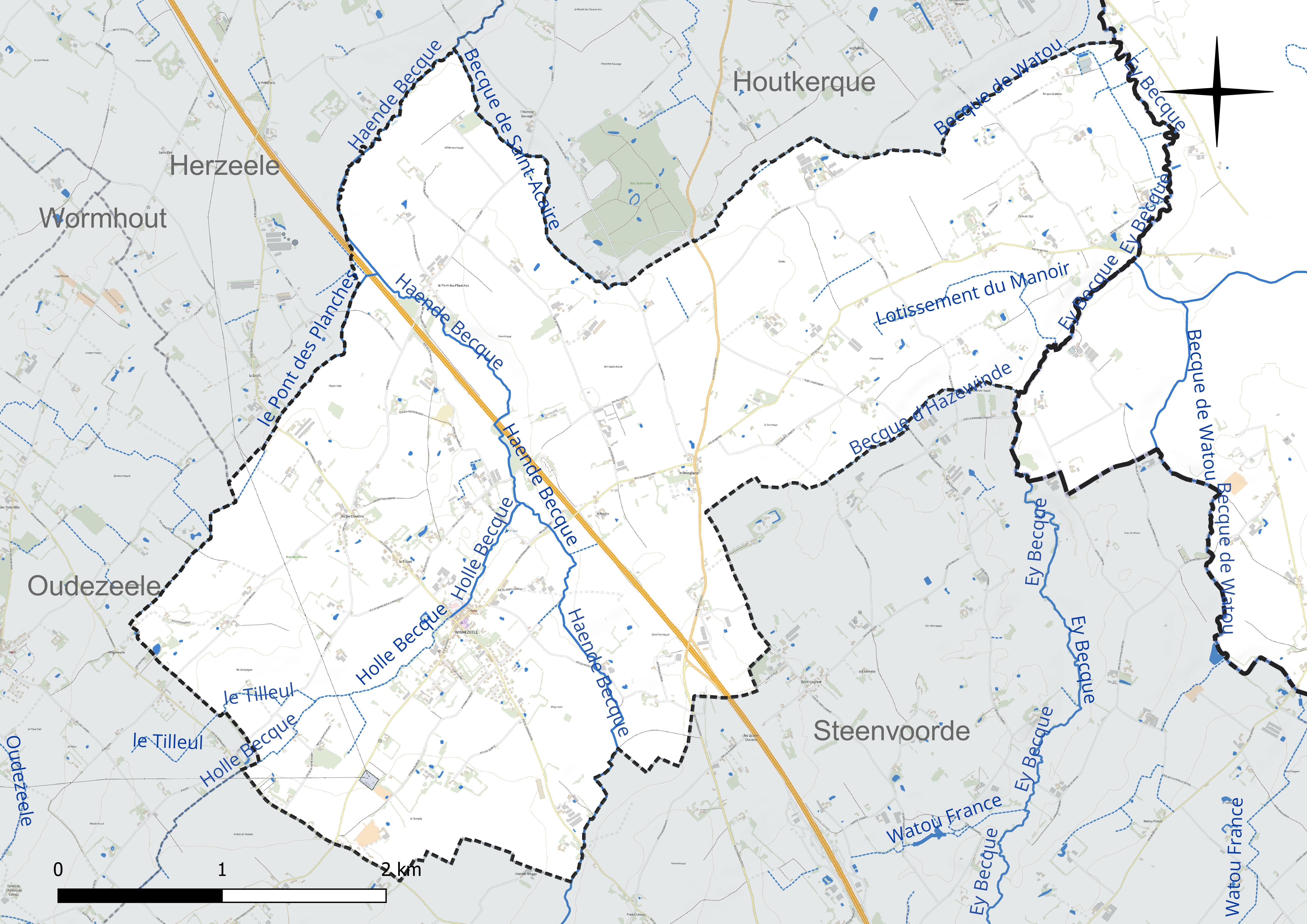
Réseau hydrographique de Winnezeele.

#### Gestion et qualité des eaux
Le territoire communal est couvert par le schéma d'aménagement et de gestion des eaux (SAGE) « Yser ». Ce document de planification concerne un territoire de 381 km2 de superficie, délimité par le bassin versant de l'Yser en France. Le périmètre a été arrêté le 8 novembre 2005 et le SAGE proprement dit a été approuvé le 30 novembre 2016. La structure porteuse de l'élaboration et de la mise en œuvre est l'Union syndicale d'aménagement hydraulique du Nord (USAN). 
La qualité des cours d'eau peut être consultée sur un site dédié géré par les agences de l'eau et l'Agence française pour la biodiversité. 

### Climat
Pour des articles plus généraux, voir Climat des Hauts-de-France et Climat du Nord.
En 2010, le climat de la commune est de type climat océanique altéré, selon une étude du CNRS s'appuyant sur une série de données couvrant la période 1971-2000. En 2020, Météo-France publie une typologie des climats de la France métropolitaine dans laquelle la commune est exposée à un climat océanique et est dans la région climatique  Côtes de la Manche orientale, caractérisée par un faible ensoleillement (1 550 h/an) ; forte humidité de l'air (plus de 20 h/jour avec humidité relative > 80 % en hiver), vents forts fréquents.
Pour la période 1971-2000, la température annuelle moyenne est de 10,6 °C, avec une amplitude thermique annuelle de 13,9 °C. Le cumul annuel moyen de précipitations est de 736 mm, avec 12,5 jours de précipitations en janvier et 8,4 jours en juillet. Pour la période 1991-2020, la température moyenne annuelle observée sur la station météorologique la plus proche, située sur la commune de Steenvoorde à 4 km à vol d'oiseau, est de 11,2 °C et le cumul annuel moyen de précipitations est de 727,8 mm,. Pour l'avenir, les paramètres climatiques de la commune estimés pour 2050 selon différents scénarios d'émission de gaz à effet de serre sont consultables sur un site dédié publié par Météo-France en novembre 2022.
| Mois                                  | jan.           | fév.           | mars          | avril         | mai           | juin          | jui.          | août          | sep.          | oct.          | nov.          | déc.          | année      |
| ------------------------------------- | -------------- | -------------- | ------------- | ------------- | ------------- | ------------- | ------------- | ------------- | ------------- | ------------- | ------------- | ------------- | ---------- |
| Température minimale moyenne (°C)     | 2,2            | 2              | 3,5           | 5,7           | 8,8           | 11,6          | 13,5          | 13,5          | 11,6          | 9,2           | 5,5           | 2,9           | 7,5        |
| Température moyenne (°C)              | 4,5            | 4,7            | 7             | 10,4          | 13,3          | 16,2          | 18,5          | 18,2          | 16            | 12,5          | 8,1           | 5,2           | 11,2       |
| Température maximale moyenne (°C)     | 6,8            | 7,3            | 10,5          | 15            | 17,8          | 20,8          | 23,5          | 22,9          | 20,4          | 15,7          | 10,6          | 7,5           | 14,9       |
| Record de froid (°C) date du record   | −10,9 16.01.13 | −13,4 04.02.12 | −6,8 04.03.05 | −2,6 07.04.13 | 1 01.05.21    | 4,9 01.06.06  | 7,4 31.07.15  | 7,8 29.08.07  | 3,2 30.09.18  | −0,1 23.10.07 | −4,4 29.11.10 | −9,6 03.12.10 | −13,4 2012 |
| Record de chaleur (°C) date du record | 15,3 01.01.22  | 18,3 24.02.21  | 24,1 31.03.21 | 26,3 19.04.18 | 31,8 27.05.05 | 33,5 27.06.11 | 40,8 25.07.19 | 34,9 07.08.18 | 34,2 09.09.23 | 28,8 01.10.11 | 19,9 07.11.15 | 16,2 31.12.22 | 40,8 2019  |
| Précipitations (mm)                   | 51             | 54             | 49            | 32,6          | 51            | 52,5          | 67,8          | 81,6          | 55            | 70            | 86,5          | 76,8          | 727,8      |

## Urbanisme

### Typologie
Au 1er janvier 2024, Winnezeele est catégorisée bourg rural, selon la nouvelle grille communale de densité à sept niveaux définie par l'Insee en 2022.
Elle est située hors unité urbaine et hors attraction des villes,.

### Occupation des sols
L'occupation des sols de la commune, telle qu'elle ressort de la base de données européenne d'occupation biophysique des sols Corine Land Cover (CLC), est marquée par l'importance des territoires agricoles (97,2 % en 2018), en diminution par rapport à 1990 (98,2 %). La répartition détaillée en 2018 est la suivante : 
terres arables (97,2 %), zones urbanisées (2,8 %). L'évolution de l'occupation des sols de la commune et de ses infrastructures peut être observée sur les différentes représentations cartographiques du territoire : la carte de Cassini (XVIIIe siècle), la carte d'état-major (1820-1866) et les cartes ou photos aériennes de l'IGN pour la période actuelle (1950 à aujourd'hui).

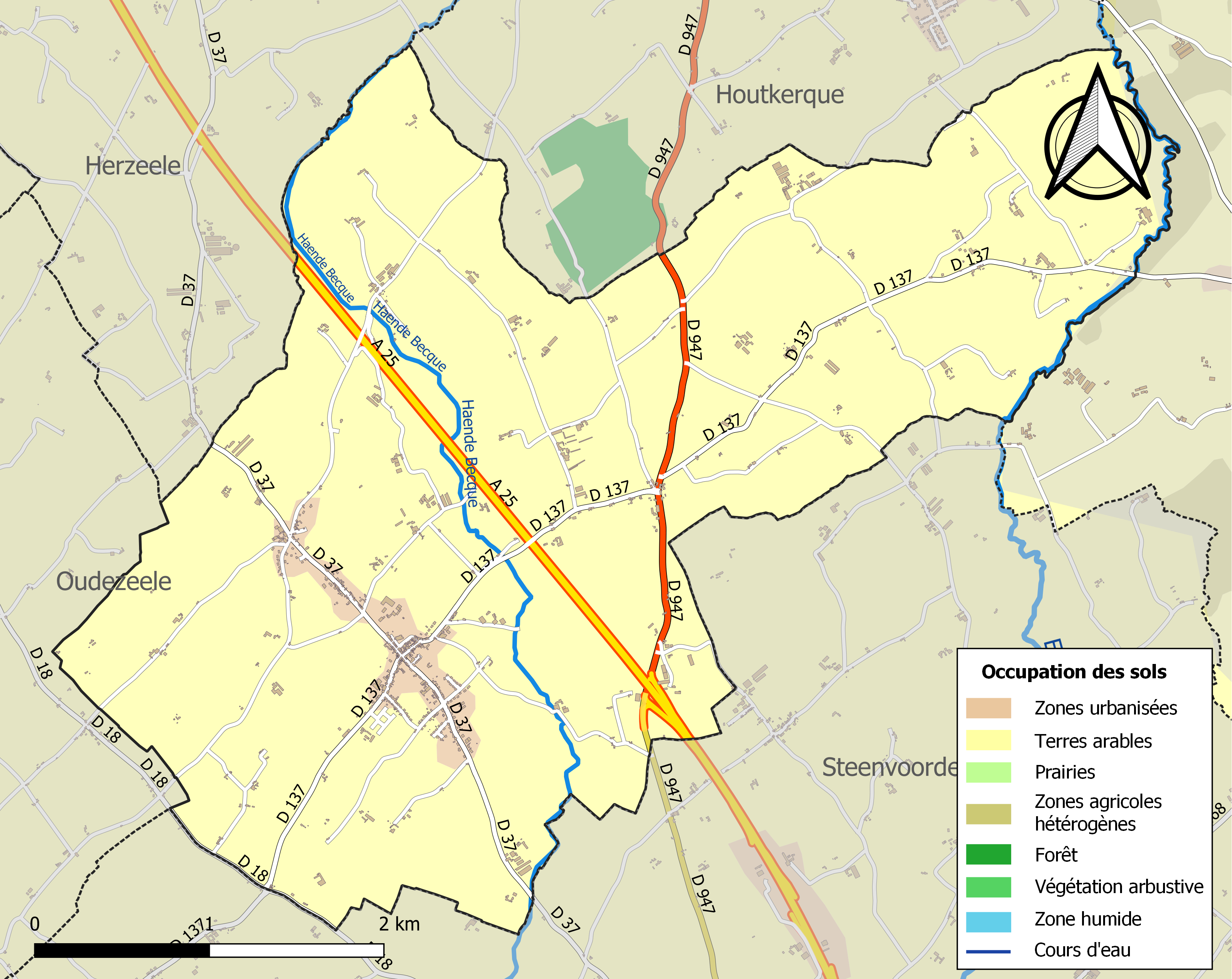
Carte des infrastructures et de l'occupation des sols de la commune en 2018 (CLC).

## Étymologie
Winnezeele désigne le vent soufflant sur le seuil d'une porte. Cette traduction est dérivée des mots wind (« vent ») et zille (« seuil) » en flamand de France (nom local du flamand occidental, à distinguer du terme « flamand » qui concerne le néerlandais de Belgique). Cette signification a été transmise oralement par les anciens du village et on peut en trouver une signification similaire sur des ouvrages français-flamand.
La prononciation du nom de la commune en flamand de France varie par rapport aux autres dialectes du flamand occidental.

## Histoire

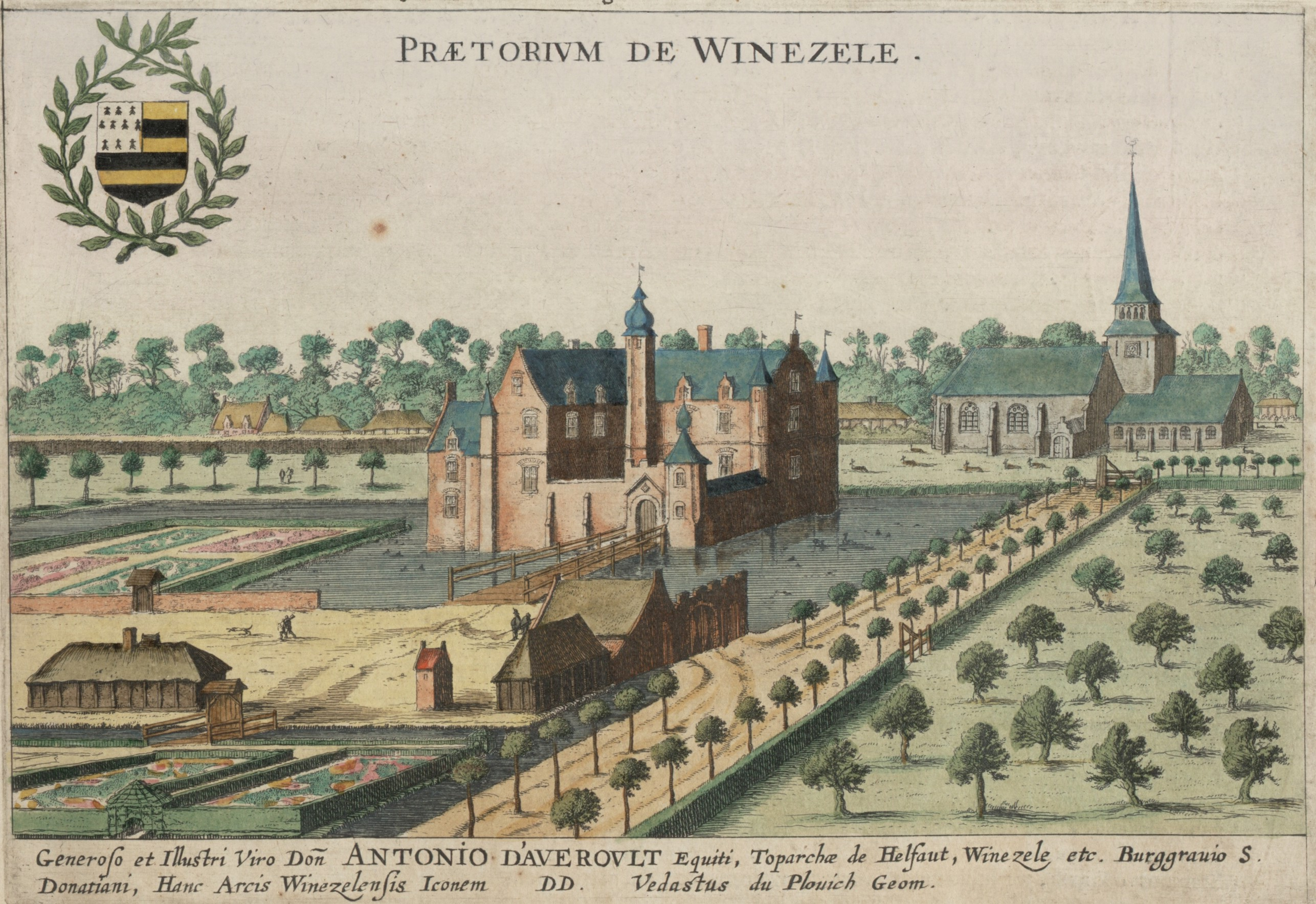
Le château de Winnezeele dans la première moitié du XVIIe siècle. De "Flandria Illustrata" par Antoine Sandérus, 1641-1644.

Winnezeele est une ville qui a été marquée par son héritage flamand. Le patois est le flamand français et celui-ci fut parlé par certaines familles comme langue première jusqu'à la deuxième moitié du XXe siècle. Cette langue est toujours utilisée pour les échanges commerciaux transfrontaliers. Néanmoins cette langue n'a pas été transmise aux jeunes et est en voie de disparition.
Du point de vue religieux, la commune était située dans le diocèse de Thérouanne puis dans le diocèse d'Ypres, doyenné de Cassel.
Au début du XVe siècle, Jean de Winnezeele, écuyer, fils de Jean et de Catherine de Dixmude-Beveren, seigneur de Winnezeele, épouse Catherine alias Jeanne de Briaerde, fille de Gautier de Briaerde, seigneur d'Oudezeele, dont postérité.
Vers 1470-1500, Jean de Winnezeele, dit Rigault, est l'époux d'Isabelle de Flandre Drincham, fille de Jacques de Flandres Drincham, chevalier, échevin puis bailli de la châtellenie de Furnes, seigneur de Bambecque et de Guillemine de Bambecque (voir Seigneurs de Drincham).
On retrouve Françoise de Winnezeele, fille de Jean et d'Isabeau de Grispère, mariée à Antoine Ier d'Avroult ou d'Averhoult (famille d'Averhoult), seigneur d'Averhoult (Avroult) et d'Helfaut, vicomte de Saint-Donaërt (lien avec la prévôté de Saint-Donat à Bergues, seigneurie relevant de l'évêque de Bruges ?), conseiller et chambellan du duc de Bourgogne Charles le Téméraire et de l'empereur Maximilien Ier (empereur du Saint-Empire), vers 1470-1480.
Antoine II d'Averhoult, fils d'Antoine Ier et de Françoise de Winnezeele, est seigneur d'Averhoult, Helfaut et Winnezeele. Il est mayeur (équivalent de maire ou premier échevin) de Saint-Omer en 1520 et 1533. Il donne à l'église de Winnezeele un tableau, peint à l'huile, dû à Collin Culter, représentant Jésus-Christ descendu de la croix. Au XIXe siècle, ce tableau est dans la chapelle des Frères des écoles chrétiennes.
En 1500, jusqu'en 1517, Maillart de Winnezeele, détient le fief dit Le Hernesse dans la châtellenie de Bourbourg. Après lui arrive Gilles ou Guillaume de Corteville, époux d'Adriane de Wineezeele, fille de Jean de Winnezeele (Jean est probablement le fils ou frère de Maillart). Est encore retrouvé sur ce fief, un Jester de Walscappel, époux d'Isabeau de Winnezeele, veuve de Louys van Borre, seigneur de Eeckhoute. Maillart de Winnezeele déjà évoqué est encore retrouvé en 1507-1508, date à laquelle il récupère une partie des biens d'un Jacques de Flandre Drincham, petit-fils du Jacques déjà cité (voir Seigneurs de Drincham).
Au moment de la Révolution française, le village se montre opposé à la volonté du nouveau pouvoir de contrôler la religion (constitution civile du clergé), le nouveau prêtre qui a prêté le serment de fidélité à la Révolution déclare ne pas se sentir en sécurité et demande qu'un mur soit élevé devant sa maison. L'ancien prêtre, membre du clergé réfractaire, avait eu une attitude jugée peu respectueuse des nouvelles autorités municipales issues de la Révolution, en fixant une date pour prêter serment puis en multipliant les manœuvres dilatoires pour ne jamais s'exécuter.
En 1895, avant le développement de l'automobile, et à l'époque des petits trains dans les campagnes, une voie ferrée relie Hondschoote à Hazebrouck, via Rexpoëde, Bambecque, Herzeele, Winnezeele, Steenvoorde, Terdeghem, Saint-Sylvestre-Cappel, Hondeghem, Weke-Meulen. Le trajet dure 1 h 35, trois trains circulent par jour dans les deux sens. De Rexpoëde, une autre ligne mène à Bergues.
Pendant la Première Guerre mondiale, Winnezeele est une des communes avec Hondschoote, Abeele, Caestre, Godewaersvelde, Oost-Cappel, Hardifort, à faire partie du commandement d'étapes, c'est-à-dire un élément de l'armée, installé à Steenvoorde puis transféré à Rexpoëde, organisant le stationnement de troupes, comprenant souvent des chevaux, pendant un temps plus ou moins long, sur les communes dépendant du commandement, en arrière du front.

## Politique et administration
Winnezeele fait partie de la 15e circonscription du Nord.
Winnezeele, comme l'ensemble des villes flamandes, est marquée à droite de l'échiquier politique. Elle a toujours donné aux candidats de droite des résultats supérieurs aux résultats nationaux.
Maire de 1802 à 1807 : Charles Goussen,.
Maire en 1881 : Verriele.
| Période                                  | Période                   | Identité                                     | Étiquette | Qualité                                                      |
| ---------------------------------------- | ------------------------- | -------------------------------------------- | --------- | ------------------------------------------------------------ |
| Les données manquantes sont à compléter. |                           |                                              |           |                                                              |
| 1854                                     | 1854                      | L. Wyckaert                                  |           |                                                              |
| avant 1861                               | 1865                      | Louis Wyckaert                               |           | Propriétaire                                                 |
| 1865                                     |                           | Antoine Barthélémi Louis Verriele            |           |                                                              |
| 1887                                     | 1892                      | Antoine Verriele                             |           |                                                              |
| 1892                                     | 1896                      | R. Renier                                    |           |                                                              |
| 1896                                     | 1932                      | Gustave Verriele                             |           |                                                              |
| 1932                                     | 1939                      | Pierre Reumaux                               |           |                                                              |
| 1951                                     | 1961                      | M. Heyman                                    |           |                                                              |
| 1961                                     | 1965                      | Charles Decrocq                              |           |                                                              |
| 1965                                     | 1971                      | Michel Reumaux                               |           |                                                              |
| 1971                                     | 1978                      | André Decroocq                               |           |                                                              |
|                                          |                           |                                              |           |                                                              |
| mars 1990                                | mars 2014                 | Paul Dequidt                                 |           |                                                              |
| mars 2014                                | En cours (au 30 mai 2020) | Anne Vanpeene Réélu pour le mandat 2020-2026 | DVD       | Conseillère départemental du Canton de Wormhout depuis 2015. |

## Population et société

### Démographie

#### Évolution démographique
L'évolution du nombre d'habitants est connue à travers les recensements de la population effectués dans la commune depuis 1793. Pour les communes de moins de 10 000 habitants, une enquête de recensement portant sur toute la population est réalisée tous les cinq ans, les populations de référence des années intermédiaires étant quant à elles estimées par interpolation ou extrapolation. Pour la commune, le premier recensement exhaustif entrant dans le cadre du nouveau dispositif a été réalisé en 2007.

En 2022, la commune comptait 1 280 habitants, en évolution de +0,08 % par rapport à 2016 (Nord : +0,51 %, France hors Mayotte : +2,11 %).
| 1793  | 1800  | 1806  | 1821  | 1831  | 1836  | 1841  | 1846  | 1851  |
| ----- | ----- | ----- | ----- | ----- | ----- | ----- | ----- | ----- |
| 1 430 | 1 488 | 1 512 | 1 457 | 1 457 | 1 370 | 1 445 | 1 501 | 1 502 |

| 1856  | 1861  | 1866  | 1872  | 1876  | 1881  | 1886  | 1891  | 1896  |
| ----- | ----- | ----- | ----- | ----- | ----- | ----- | ----- | ----- |
| 1 454 | 1 426 | 1 350 | 1 434 | 1 480 | 1 466 | 1 491 | 1 476 | 1 463 |

| 1901  | 1906  | 1911  | 1921  | 1926  | 1931  | 1936  | 1946  | 1954  |
| ----- | ----- | ----- | ----- | ----- | ----- | ----- | ----- | ----- |
| 1 390 | 1 410 | 1 295 | 1 365 | 1 331 | 1 304 | 1 326 | 1 305 | 1 182 |

| 1962  | 1968  | 1975 | 1982 | 1990 | 1999  | 2006  | 2007  | 2012  |
| ----- | ----- | ---- | ---- | ---- | ----- | ----- | ----- | ----- |
| 1 109 | 1 033 | 988  | 957  | 998  | 1 108 | 1 214 | 1 228 | 1 214 |

| 2017  | 2022  | - | - | - | - | - | - | - |
| ----- | ----- | - | - | - | - | - | - | - |
| 1 306 | 1 280 | - | - | - | - | - | - | - |

#### Pyramide des âges
La population de la commune est relativement jeune.
En 2018, le taux de personnes d'un âge inférieur à 30 ans s'élève à 37,2 %, soit en dessous de la moyenne départementale (39,5 %). À l'inverse, le taux de personnes d'âge supérieur à 60 ans est de 18,7 % la même année, alors qu'il est de 22,5 % au niveau départemental.
En 2018, la commune comptait 663 hommes pour 644 femmes, soit un taux de 50,73 % d'hommes, largement supérieur au taux départemental (48,23 %).
Les pyramides des âges de la commune et du département s'établissent comme suit.
| Hommes | Classe d’âge | Femmes |
| ------ | ------------ | ------ |
| 0,0    | 90 ou +      | 0,5    |
| 3,7    | 75-89 ans    | 6,8    |
| 14,2   | 60-74 ans    | 12,2   |
| 24,5   | 45-59 ans    | 21,7   |
| 20,2   | 30-44 ans    | 21,5   |
| 15,6   | 15-29 ans    | 16,5   |
| 21,7   | 0-14 ans     | 20,8   |

| Hommes | Classe d’âge | Femmes |
| ------ | ------------ | ------ |
| 0,5    | 90 ou +      | 1,4    |
| 5,3    | 75-89 ans    | 8,1    |
| 14,8   | 60-74 ans    | 16,2   |
| 19,1   | 45-59 ans    | 18,4   |
| 19,5   | 30-44 ans    | 18,7   |
| 20,7   | 15-29 ans    | 19,1   |
| 20,2   | 0-14 ans     | 18     |

### Fête communale
- Ducasse le dimanche de la Pentecôte.

## Culture et patrimoine

### Lieux et monuments
- Motte féodale[51] : elle est face à l'église, la végétation l'a entièrement envahie. Entre la route d'Herzeele (D 37) et la motte, la basse-cour de forme rectangulaire se distingue à peine au sol. Elle est cependant très visible du ciel.
- Église Saint-Martin (XVIIe siècle).
- Le monument aux morts.
- Le cimetière militaire.
- Un chemin de randonnée pédestre de douze kilomètres, « La rando des seigneurs », emmène à travers la campagne environnante[52].
- Brasserie Donat Cattoen, puis Donat Callven, puis Decroocq.
- La chapelle du Sacré-Cœur de Jésus et Notre-Dame-de-Lourdes, localisée route de Bray-Dunes, à l’intersection de la rue de Watou, construite en 1929 par la famille Declunder-Verhaeghe, rénovée par Tony Bécue en 2025[53].

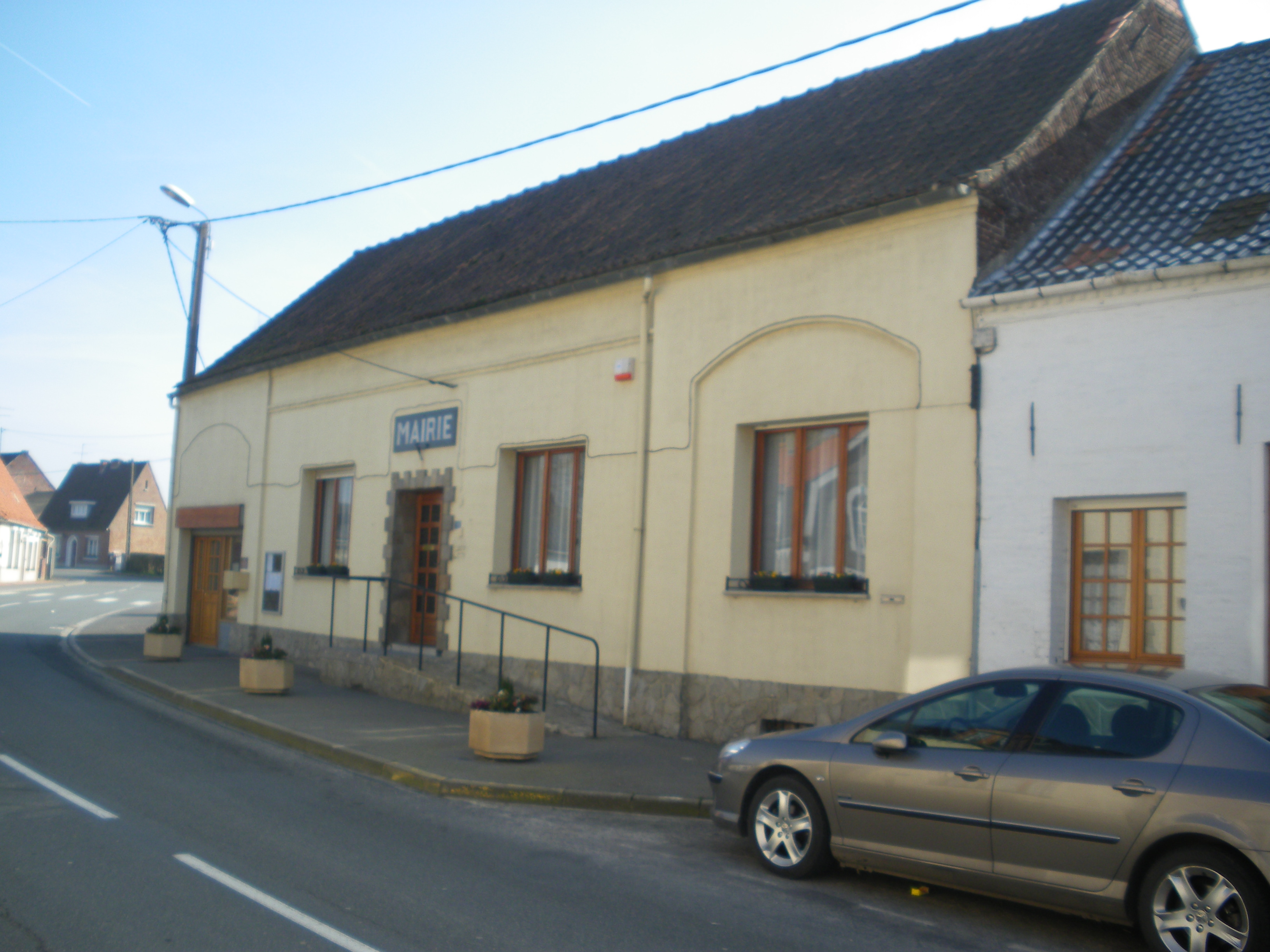
La mairie.
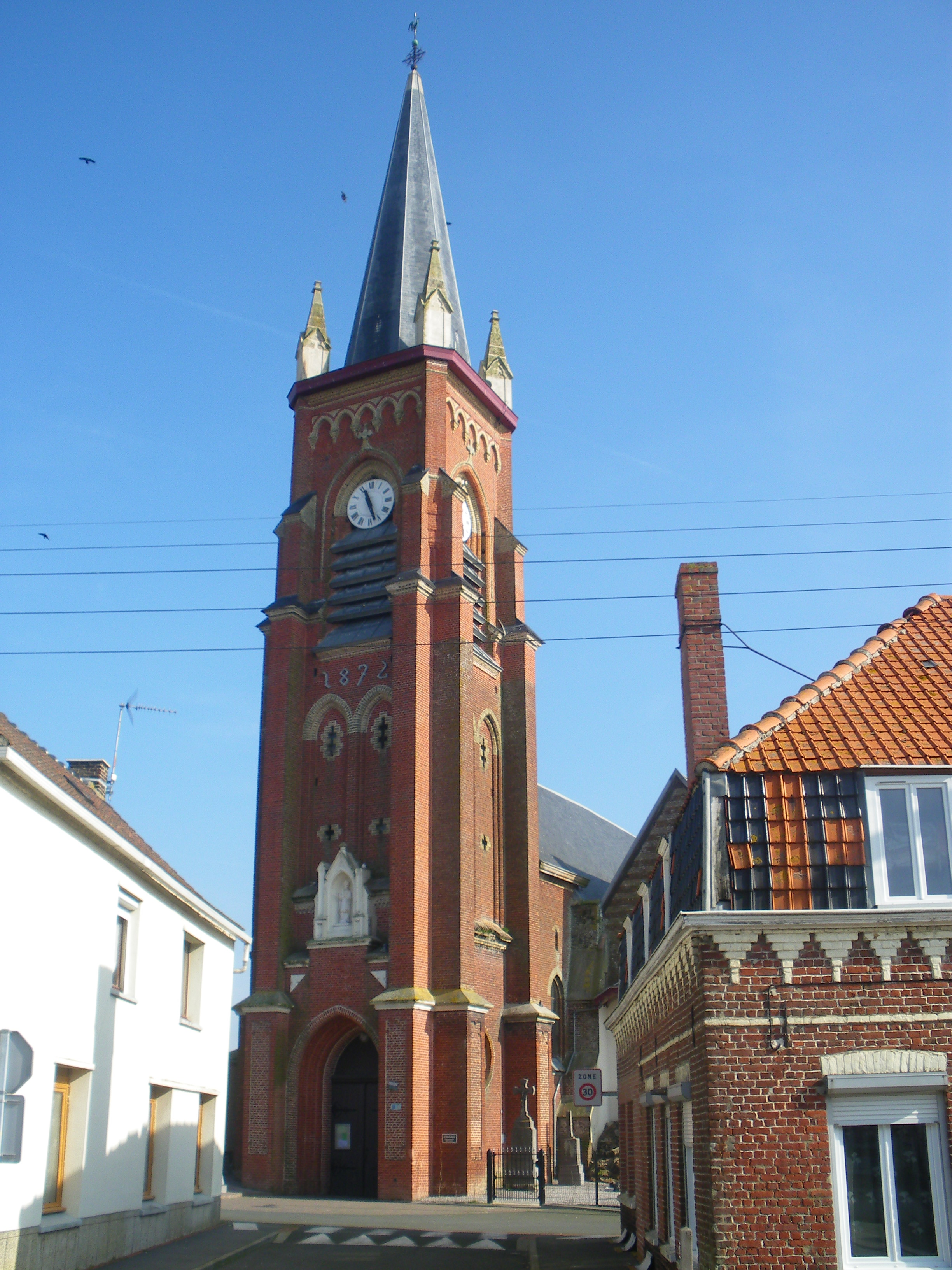
L'église Saint-Martin.
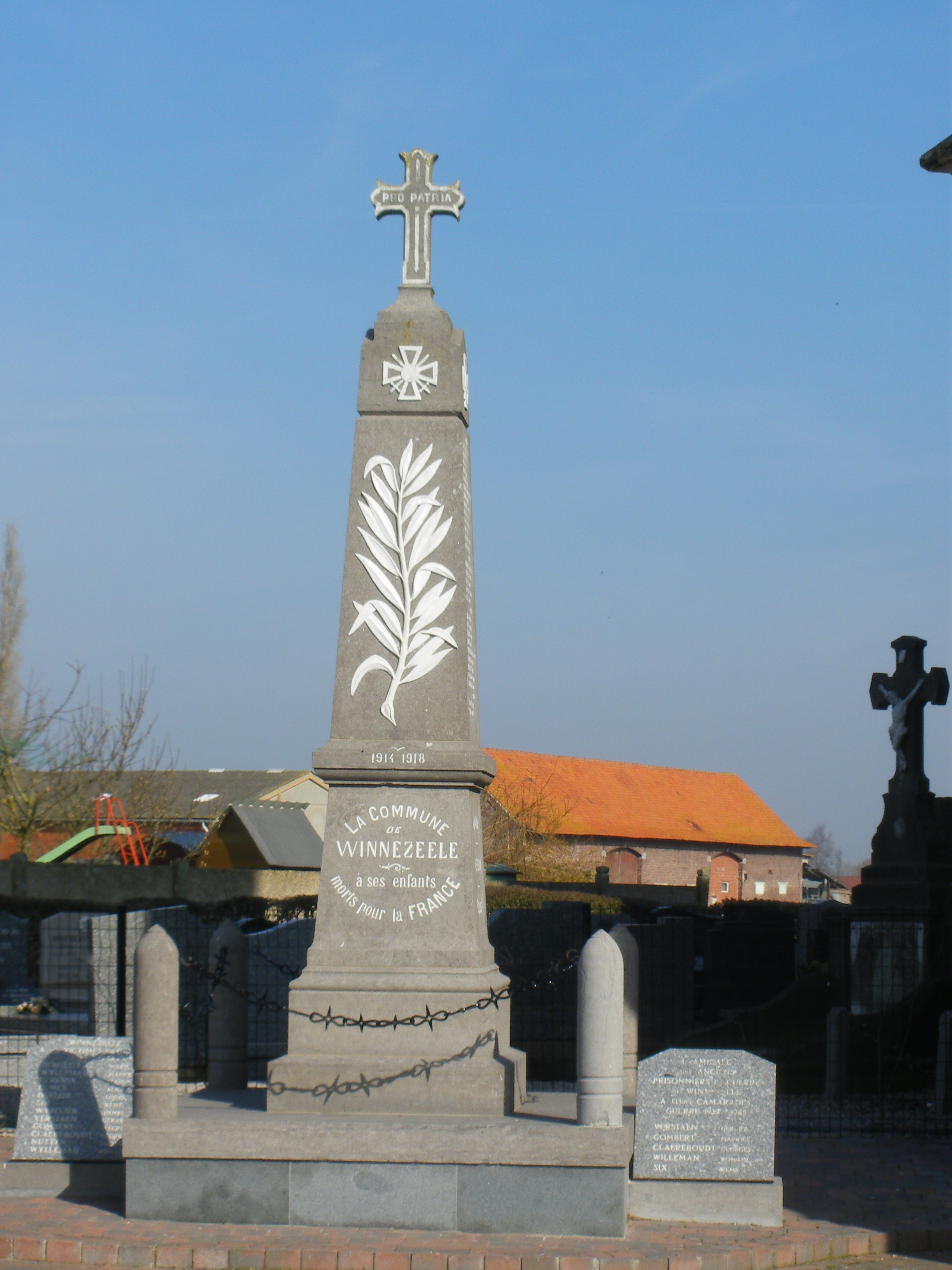
Le monument aux morts.

### Personnalités liées à la commune
- François-Joseph Bouchette (1735-1810), homme politique de la Révolution[54].
- Edmond Vansteenberghe (1881-1943), né à Winnezeele, évêque de Bayonne de 1939 à 1943 et auteur d'ouvrages sur la mystique du XVe siècle.
- Florimond Wagon (1895-1916), instituteur à Winnezeele et écrivain. Son nom est inscrit au Panthéon dans la liste des 560 écrivains morts pour la France au cours de la Première Guerre mondiale.
- Colette Codaccioni (1942), née à Winnezeele, ancienne ministre.

### Héraldique
| Blason de Winnezeele | Blason  | D'argent, à quatre losanges de gueules, celle du chef à dextre cachée par un franc-quartier d'or à deux fasces de gueules. |
| Blason de Winnezeele | Détails | Le statut officiel du blason reste à déterminer.                                                                           |